# Zeno Zürcher
Zeno Zürcher (* 28. August 1936 in Bern; † 16. März 2008) war ein Schweizer Primarlehrer und Kulturschaffender.
Zürcher war Primarlehrer am Pestalozzi-Schulhaus in Bern und überzeugt von den Ideen der Reformpädagogik. In den 1950er-Jahren gründete er zusammen mit Sergius Golowin, Franz Gertsch, Niklaus von Steiger und anderen verschiedene «freie Diskussionskreise», unter anderem den Kerzenkreis und den Tägel-Leist. Mit Franz Gertsch, Ueli Baumgartner und anderen leitete Zürcher jahrelang die Junkere 37, ein Diskussionspodium an der Junkerngasse 37 in Bern, im Volksmund auch «Berns Hyde Park Corner» genannt, wo 1966 auch Theodor W. Adorno auftrat.